# Болгури (починок)
Болгу́ри (рос. Болгуры) — починок у Воткінському районі Удмуртії, Росія. До 2004 року мало статус пристанційного селища.
Населення становить 26 осіб (2010, 98 у 2002).
Національний склад (2002):
- росіяни — 62 %
- удмурти — 30 %

В починку знаходиться залізнична платформа Болгури.
Урбаноніми:
- вулиці — Дорожня, Залізнична